# Marvin Angarita
Marvin Angarita (Barrancabermeja, Santander, 11 de abril de 1989) es un ciclista colombiano. Corrió 5 años para el equipo colombiano de categoría Continental el Movistar Team (Colombia).
Como amateur se ha destacado en el equipo Chaoyang-ESSA ganando la Clásica de Barrancabermeja y una etapa del Clásico RCN en 2010.
En 2011 pasó al equipo Movistar Team América donde ganó se proclamó campeón nacional sub-23, posteriormente gana la Clásica Alcaldía de Girardota. Participó de la Vuelta a Venezuela donde se destacó ganando 4 etapas y la clasificación de los puntos. Repitió victoria en el Clásico RCN, al ganar la 4.ª etapa. En 2012 gana 2 etapas en la Vuelta a Guatemala, En 2013 gana 2 etapas en la vuelta al Ecuador, En 2015 logra ganar etapa en la Clásica de Rionegro, En 2016 gana etapa en la clásica del Caribe y obtiene el campeonato nacional de pista en la prueba Omnium

## Palmarés en Ruta
2006
- 1 etapa de la Vuelta a Antioquia
- 1 etapa del Clásico el Colombiano

2010
- Clásica Barrancabermeja
- 1 etapa en el Clásico RCN

2011
- Campeonato de Colombia en Ruta Sub-23
- 1 etapa en el Clásico RCN
- 4 etapas de la Vuelta a Venezuela
- Clásica Girardota

2012
- 2 etapas de la Vuelta a Guatemala
- 1 etapa de la Vuelta al Meta

2013
- 2 etapas de la Vuelta al Ecuador

2014
- 1 etapa de la Vuelta a Panamá (Radio Chiriquí)

2015
- 1 etapa de la Vuelta a Rionegro
- 1 etapa de la Vuelta al Valle del Cauca
- 1 etapa de la Clásica Gran Santander

2016
- 1 etapa de la Clásica del Caribe

2017
- 1 etapa de la Clásica Rionegro

## Palmarés en Pista
2007
- Campeón general de 1 copa Colombia de pista y ruta.
- Campeón Nacional persecución por equipos
- Campeón departamental prueba por puntos y scrats
- Subcampeón Nacional prueba Ómnium.
- 3.er puesto nacional prueba por puntos pista.

2008
- Campeón prueba por puntos
- Campeón de la persecución por equipos

2009
- Subcampeón tercera copa Colombia Pereira

2012
- Ganador de la prueba Madison, Prueba por puntos y scrats en Cali

2015
- Campeón del ómnium Medellín

2016
- Campeonato de Colombia de Ciclismo en Pista
  -  Medalla de Oro en Ómnium

2018
- Juegos Centroamericanos y del Caribe en Pista
  -  Medalla de Bronce en Persecución por equipos (junto con Edwin Ávila, Juan Esteban Arango y Carlos Tobón)
  -  Medalla de Plata en Prueba por puntos

2019
- Juegos Panamericanos
  -  Medalla de Plata en Persecución por equipos (junto con Juan Esteban Arango, Brayan Sánchez y Jordan Parra)

2020
- Campeonato de Colombia de Ciclismo en Pista
  -  Medalla de Oro en Persecución por equipos

## Equipos
- Orgullo Paisa (amateur) (2007-2008)
- GW-Shimano (amateur) (2009)
- Chaoyang-ESSA (amateur) (2010)
- Movistar Team América (2011-2015)
- Equipo Bolivia (2017)